# Mimudea albifimbrialis
Mimudea albifimbrialis là một loài bướm đêm trong họ Crambidae.